# Франц Йозеф фон Тун-Хоенщайн
Франц де Паула Йохан Йозеф фон Тун-Хоенщайн (на немски: Franz de Paula Johann Joseph Graf von Thun und Hohenstein; на чешки: František de Paula Jan Josef z Thun-Hohenštejna; * 14 септември 1734, Дечин; † 22 август 1801, Виена) е граф на Тун и Хоенщайн в Тирол.

## Произход
Той е най-големият син на граф Йозеф фон Тун-Хоенщайн (1711 – 1788) и първата му съпруга графиня Мария Кристина фон Хоенцолерн-Хехинген (1715 – 1749), дъщеря на граф Херман Фридрих фон Хоенцолерн-Хехинген (1665 – 1733) и графиня Мария Йозефа Терезия фон Йотинген-Шпилберг (1694 – 1738). Брат му Леополд Леонхард (1748 – 1846) е епископ на Пасау (1796 – 1826)

## Фамилия
Франц Йозеф се жени на 30 юли 1761 г. във Виена за графиня Мария Вилхелмина Анна Йозефа Улфелдт (* 12 юни 1744, Виена; † 18 май 1800, Виена), дъщеря на граф Антон Корфиц Улфелдт (1699 – 1769) и принцеса Анна Мария Елизабет фон Лобковиц (1726 – 1786). Те имат 6 деца:
- Тереза (* 3 август 1762; † 16 април 1763)
- Мария Елизабет (* 26 април 1764; † декември 1806), омъжена на 4 ноември 1787 г. за граф/княз Андрей Кирилович Разумовски († 1836), руски дипломат във Виена
- Вилхелмина Кристина (* 25 юли 1765, Виена (кр. 27 юли); † 11 април 1841), омъжена на 25 ноември 1788 г. в „Св. Михаел“, Виена, за княз Карл Алойз фон Лихновски, граф фон Верденберг (* 21 юни 1761, Виена; † 15 април 1814, Виена)
- Фердинанд (* 28 август 1766; † 19 март 1768
- Йозеф Йохан Баптист Антон (* 5 декември 1767, Виена; † 17 май 1810), женен I. на 10 юни 1793 г. за графиня Мария Йозефа фон Шратенбах (* 6 декември 1768, Грац; † 16 март 1794, Прага), II. 1796 г. в Прага (развод) за графиня Мария Тереза фон Шратенбах (1777 – 1803), III. на 6 август 1798 г. в Прага за Елеонора Фрич (* 15 април 1775; † 26 юни 1834, Виена)
- Мария Каролина (* 10 май 1769; † 8 август 1800, Виена), омъжена на 6 октомври 1793 г. за лорд Ричард Меаде Гуилфорд (* 10 май 1766; † 3 септември 1805, Виена)